# ضرعاء متطاولة
ضرعاء متطاولة (الاسم العلمي:Mammillaria elongata) هي نوع من النباتات يتبع جنس الضرعاء من الفصيلة الصبارية.

## معرض صور

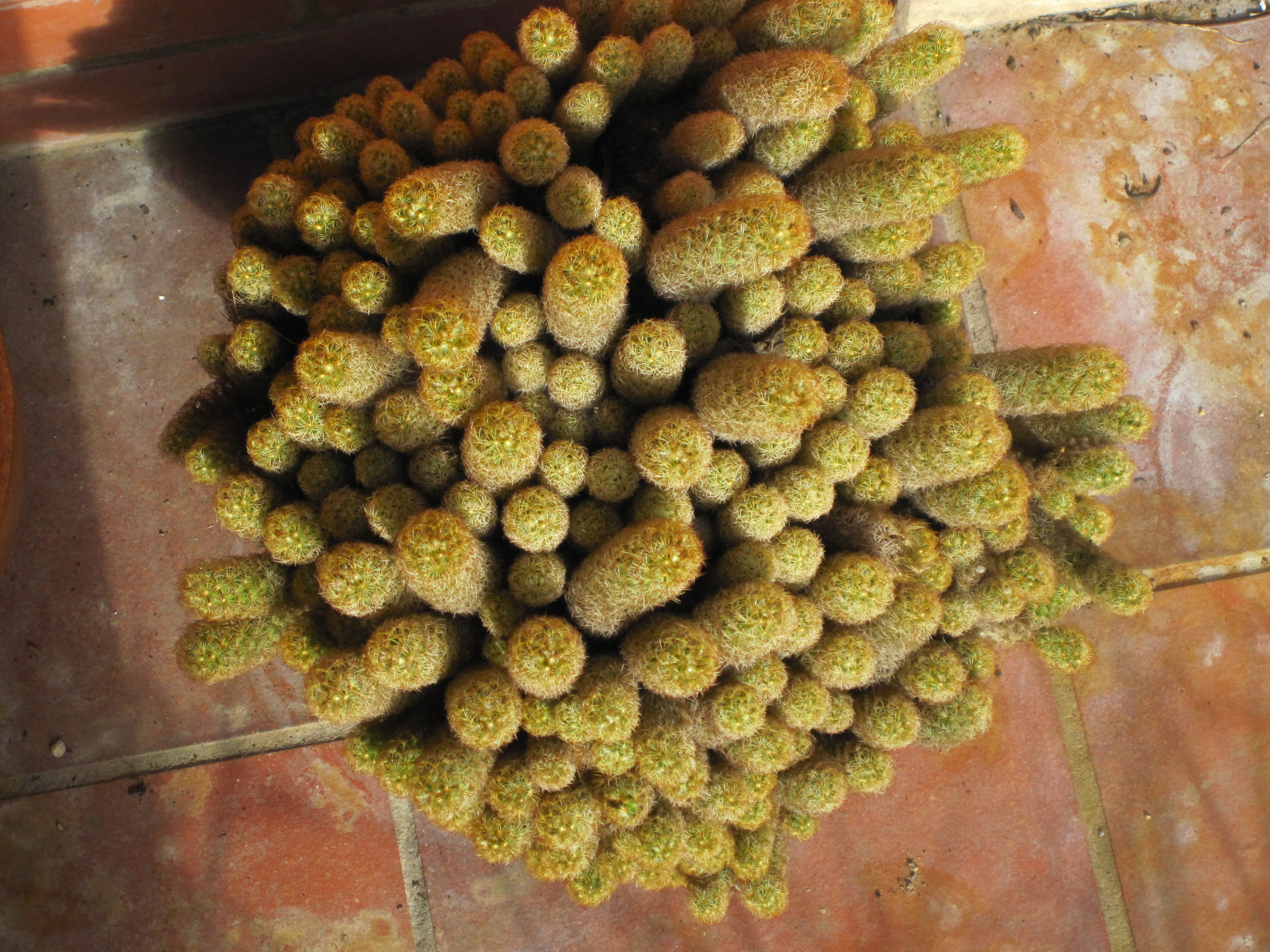
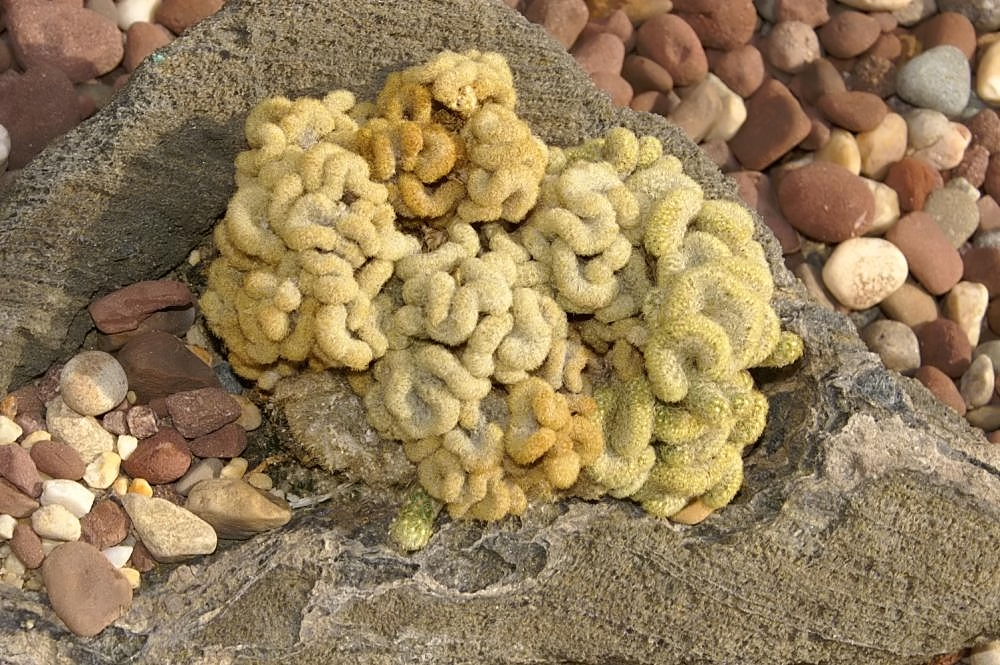
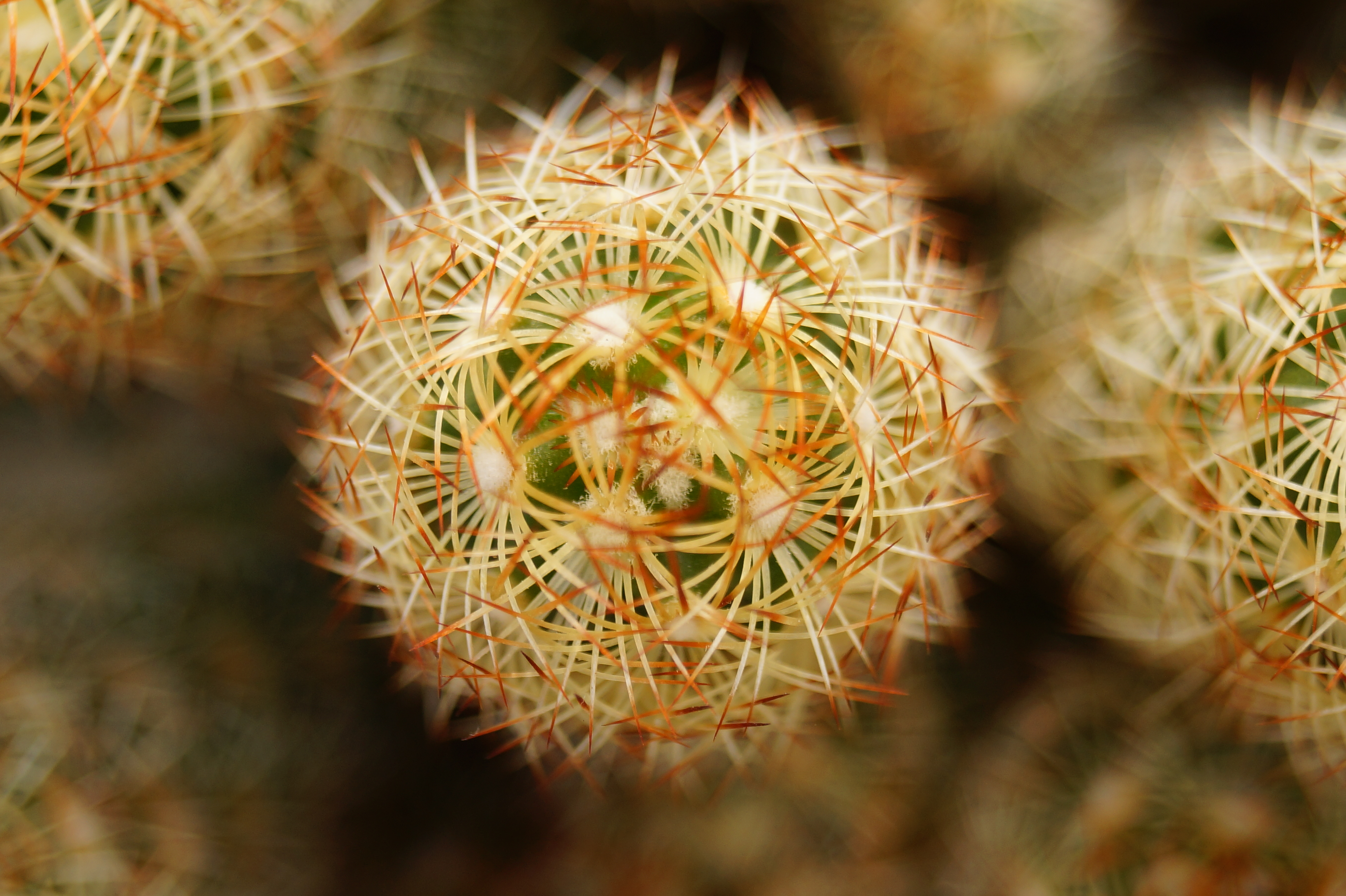